# Vespa ducalis
Espèce
Vespa ducalis est une espèce de frelons de la famille des Vespidae.

## Description
La tête est jaune et porte des ocelles brunes. Le thorax est principalement noir. L'abdomen est plus coloré : les deux premiers segments sont bruns et jaunes avec de fines bandes noires. Les autres segments sont noirs. Il peut y avoir quelques fines bandes jaunes entre le troisième et le quatrième segment. Une ouvrière mesure entre 23 et 32 mm tandis qu'une reine 37 mm.  

## Répartition
Ce frelon est présent en Asie, de l'Inde au Japon et jusque dans le sud de la Sibérie.

## Comportement
Vespa ducalis n'attaque que les nids des polistes et se nourrissent de leurs larves (les adultes sont ignorés).

## Nid
Les colonies créées sont les plus petites du genre Vespa. Le nid, souterrain, compte en moyenne une cinquantaine de frelons.